# Dendrobium lasioglossum
Dendrobium lasioglossum är en orkidéart som beskrevs av Heinrich Gustav Reichenbach. Dendrobium lasioglossum ingår i släktet Dendrobium, och familjen orkidéer. Inga underarter finns listade i Catalogue of Life.